# Yoo Young-chul
Yoo Young-chul (en hangul, 유영철; Mapo-gu, Seúl, 18 de abril de 1970) es un asesino en serie surcoreano, condenado por los asesinatos de 8 a 10 personas por el Tribunal del Distrito central de Seúl. Yoo quemó a tres y mutiló al menos 11 de sus víctimas, admitiendo que se comió los hígados de algunos de ellos. Cometió sus crímenes entre septiembre de 2003 y julio de 2004. Después de ser arrestado Yoo explicó sus motivos frente a una cámara de televisión diciendo: «Las mujeres no deben ser prostitutas y los ricos deberían saber lo que han hecho.»

## Biografía
Yoo se casó en 1992 y tuvo un hijo. Fue condenado 14 veces anteriormente por varios cargos diferentes, cumpliendo un total de siete años en prisión antes de su serie de asesinatos.

## Asesinatos en serie
De septiembre a noviembre de 2003, Yoo mató a varios adultos mayores adinerados, irrumpió en sus casas y los golpeó con un martillo. En cada caso, aparentando un robo-homicidio, aunque no se llevó dinero, lo que confundió a los investigadores de la policía. Cuando la investigación comenzó a intensificarse, Yoo comenzó a atacar a masajistas femeninas. Fue arrestado brevemente en enero de 2004, por un cargo menor de robo, pero liberado dos días después.

A partir de marzo de 2004, Yoo Young-chul llamó a prostitutas a su residencia en el oeste de Seúl y las golpeó después de tener relaciones sexuales con ellas. Las desmembró y mutiló para impedir su identificación. Las enterró en las montañas que rodean la ciudad. La policía recuperó 11 cuerpos de la montaña detrás del Templo Bongwonsa después del arresto de Yoo.

Durante los interrogatorios iniciales, Yoo confesó haber matado a 19 personas. El 18 de julio de 2004, admitió un asesinato adicional: el de un vendedor ambulante de 45 años. Finalmente, el 19 de julio de 2004, varios días después de su arresto, confesó haber matado a 26 personas. La lista de presuntas víctimas incluía a varias personas que no coincidían con su patrón anterior de ancianos adinerados o masajistas. Amigos de dos de las víctimas de masajistas, cuyos cuerpos habían sido recuperados, afirmaron que no estaban involucrados en la terapia de masaje, lo que significa que Yoo podría tener otras víctimas no denunciadas.

Varios días después, Yoo también confesó haber matado a una joven trabajadora de una tienda de ropa, el 6 de febrero de 2004 en Imun-dong luego de sospechar que era una prostituta. Yoo se había acercado a ella para interrogarla fingiendo ser un oficial de policía. Aproximadamente un mes después de su arresto, Yoo confesó haber comido la carne de sus víctimas, aunque no hay evidencia que lo demuestre.

### Arresto por homicidio
Yoo fue detenido el 15 de julio de 2004 y confesó haber asesinado a hasta 19 personas, inicialmente, específicamente contra ancianos adinerados y masajistas. Yoo había levantado sospechas llamando a una sala de masajes donde varios empleados habían desaparecido recientemente después de recibir llamadas telefónicas similares, por lo que el propietario de la sala de masajes, acompañado por varios empleados y un oficial de policía, fue al lugar de reunión acordado. El oficial de policía se fue antes de que Yoo llegara, y los empleados de la sala de masajes lo detuvieron. Otro oficial de policía le puso esposas después de que fue detenido por los empleados de la sala de masajes.

Mientras estaba bajo custodia, Yoo fingió síntomas epilépticos y escapó de la policía después de que se aflojaron sus restricciones. Sin embargo, fue arrestado nuevamente doce horas después. Anteriormente ya había intentado escapar después de ser arrestado en 2002 por violación fingiendo un ataque epiléptico.

### Motivo
Según el contenido de su departamento, registrado después de su arresto, se especuló que Yoo modeló sus asesinatos después de ver varias películas, incluyendo Public Enemy, Very Bad Things y Normal Life. Más tarde, confesó haber sido inspirado por el asesino en serie Jeong Do-yeong, quien había asesinado a nueve personas adineradas en Busan entre 1999 y 2000.

### Juicio y condena
La policía admitió que tenían poca evidencia física que vinculara a Yoo con los asesinatos. El acusado apareció por primera vez en el tribunal el 6 de septiembre de 2004, negándose a defenderse, declarando su intención de boicotear el resto del juicio y disculparse con las víctimas. Yoo se jactó de que no tenía intención de detenerse. Cuando se vio obligado a regresar dos semanas después, se lanzó contra los tres jueces presidentes y se retractó de su confesión por el asesinato de Imun-dong en febrero de 2004. Se negó a comparecer en la próxima sesión judicial el 4 de octubre de 2004, después de intentar suicidarse la noche anterior. Yoo interrumpió nuevamente una audiencia tres semanas después cuando intentó atacar a un espectador que lo había insultado, lo que terminó con la firma de una declaración de que no causaría más conmoción.

Yoo fue condenado a muerte el 13 de diciembre de 2004 por 20 cargos de asesinato (el cargo de asesinato de la mujer en Imun-dong en febrero de 2004 fue rechazado).

Su caso, que estremeció a los surcoreanos, abrió el debate sobre la pena capital en Corea del Sur. Aunque la pena capital está permitida por ley, no ha sido aplicada desde 1997. Esta pudo ser abolida antes del arresto de Yoo, pero el apoyo a la misma aumentó desde que se descubrieron sus crímenes.
Actualmente, Yoo está detenido en el centro de detención de Seúl.

## En el cine
- The Chaser, Un largometraje basado ligeramente en la historia de Yoo.
- El asesino del impermeable: La captura de un depredador coreano, Una miniserie de Netflix que relata los casos y la investigación hecha por la policía de Seúl sobre los asesinatos.